# Fenazepam
Fenazepam (também conhecido na Rússia como bromdi-hidroclorfenilbenzodiazepina) é um medicamento benzodiazepínico, desenvolvido na União Soviética em 1975, e agora produzido na Rússia e em alguns países da Comunidade dos Estados Independentes. O fenazepam é usado no tratamento de vários transtornos mentais, como esquizofrenia e ansiedade. Pode ser usado como pré-medicação antes da cirurgia, pois aumenta os efeitos dos anestésicos. Também está disponível na Finlândia, Suécia, e Estados Unidos.

## Indicações
- Neurose psicopática (transtorno de personalidade), t
- Psicose e hipocondria
- Disfunção vegetativa
- Insônia
- Síndrome de abstinência de álcool
- Epilepsia do lobo temporal e epilepsia mioclônica (usado ocasionalmente, pois existem opções melhores)
- Hipercinesia e tiques
- Espasticidade muscular[6]

Normalmente, o tratamento com fenazepam não deve exceder 2 semanas (em alguns casos, a terapia pode ser prolongada por até 2 meses) devido ao risco de abuso de drogas e dependência. Para prevenir a síndrome de abstinência, é necessário reduzir a dose gradualmente.

## Efeitos colaterais
Os efeitos colaterais incluem soluços, tonturas, perda de coordenação e sonolência, juntamente com amnésia anterógrada, que pode ser bastante pronunciada em altas doses. Assim como acontece com outros benzodiazepínicos, em caso de interrupção abrupta após o uso prolongado, podem ocorrer sintomas graves de abstinência, incluindo inquietação, ansiedade, insônia, convulsões, convulsões e morte. Por causa de sua meia-vida intermediária como bem como o de seus metabólitos ativos, esses sintomas às vezes levam dois ou mais dias para se manifestar. 

## Contraindicações e cuidados especiais
Os benzodiazepínicos requerem precaução especial se usados em idosos, durante a gravidez, em crianças, em indivíduos dependentes de álcool ou drogas e em indivíduos com comorbidades psiquiátricas.

## Detecção em fluidos biológicos
O fenazepam pode ser medido no sangue ou plasma por métodos cromatográficos. As concentrações de fenazepam no sangue normalmente são menores que 30 μg/L durante o uso terapêutico.